# آشوک مانکاد
آشوک مانکاد (انگلیسی: Ashok Mankad; ۱۲ اکتبر ۱۹۴۶ – ۱ اوت ۲۰۰۸) بازیکن کریکت اهل هند بود.
از باشگاه‌هایی که در آن بازی کرده‌است می‌توان به تیم بمبئی  اشاره کرد.